# Dollar (band)
Dollar was een Brits popduo, bestaande uit Thereza Bazar (23 mei 1955 in Canada) en David van Day (geboren als David Paul Day, 28 november 1956 in Brighton). Het duo was eind jaren 1970 en 1980 succesvol en behaalde tien Britse top 40-singles, waaronder de top-10-hits Love's Gotta Hold on Me (1979), I Wanna Hold Your Hand (1979), Mirror Mirror (1981), Give Me Back My Heart (1982) en O L'amour (1987).

## Geschiedenis

### De formatie
Thereza Bazar en David Van Day ontmoetten elkaar toen ze 17 waren toen ze met succes auditie deden voor de in 1974 geformeerde zanggroep Guys 'n' Dolls, die bekend werden door de song There's a Whole Lot of Loving. De groep genoot een aantal hitsingles in het midden van de jaren 1970 en gedurende deze tijd kregen Van Day en Bazar een romantische relatie. In 1977 was de groep in verval en het paar klaagde over de materiaalkeuze en de muzikale richting. Van Day en Bazar werden gevraagd de groep in juli van dat jaar te verlaten, waarbij ze publiekelijk verklaarden dat ze hadden besloten te vertrekken om zich te concentreren op het schrijven van liedjes. Van Day was oorspronkelijk van plan solo te gaan, maar uiteindelijk kwamen ze overeen een duo te vormen. Ze werden opgepikt door het Franse label Carrere Records, onder de naam Dollar.

### 1978-1982
Dollars eerste single Shooting Star werd eind 1978 uitgebracht en bereikte, na een langzame klim, nummer 14 in de Britse singlehitlijst. Het vervolg Who Were You With in the Moonlight? werd uitgebracht in het begin van 1979 en bereikte ook nummer 14. Na twee hitsingles met Van Day op leadzang, hun derde, de ballad Love's Gotta Hold on Me werd gezongen door Bazar. Het werd Dollars eerste zelfgeschreven hit toen het de Top 10 binnenkwam en was een van hun grootste, klom naar nummer 4 in de Britse hitlijst. Aangemoedigd door dit gestage succes bracht het duo hun debuutalbum Shooting Stars uit, dat de top 40 bereikte. In een ander tempo bracht de band een licht gewijzigde cover uit van het Beatles-nummer I Want to Hold Your Hand, die nummer 9 bereikte. Tegelijkertijd had Dollar hun eerste (en enige) Amerikaanse hit met Shooting Star, wat nummer 74 werd. In februari 1980 had de groep vier Britse Top 20-hits gescoord, maar dit zou niet lang duren.
In 1980 verhuisde Dollar naar WEA Records. Gesteund door het succes van Love's Gotta Hold on Me, besloot het paar om alle nummers voor hun tweede album te schrijven en te produceren. In een poging om naar een meer rockiger geluid te gaan, slaagde het album, samen met de singles, er niet in om goed te verkopen. In een poging om verkoop te genereren, kondigden Van Day en Bazar hun verloving aan, maar dit bleek later een publiciteitsstunt te zijn.
In 1981 benaderde Bazar platenproducent Trevor Horn, die ze had ontmoet tijdens haar dagen bij Guys 'n' Dolls, en vroeg of hij met hen wilde samenwerken. Hij stemde toe en produceerde hun materiaal uit 1981 en 1982. Het productiewerk van Horn gaf Dollar een meer onderscheidend geluid en hun vier door Horn geproduceerde singles vertegenwoordigden het hoogtepunt in de carrière van de band. Het leverde hen nog twee Top 10-singles op (Mirror Mirror en Give Me Back My Heart) en nog twee top 20-hits (Videotheque en Hand Held in Black and White). Alle vier de singles verschenen op het derde album The Dollar Album, uitgebracht in oktober 1982. De productie van deze vier hitsingles had Horn onder de aandacht gebracht van andere bands, met name ABC, en het duurde niet lang voordat hij het te druk had om verder te gaan met het duo. De Top 40-hit Give Me Some Kinda Magic die Dollar zelf had geschreven en geproduceerd, was de vijfde single van hun derde album, dat een maand voor het album in september 1982 werd uitgebracht. Dollar Album was een mix van dat van Horn en de eigen pogingen van het duo. Het werd het grootste van hun drie albums, piekte op nummer 18 in het Verenigd Koninkrijk en werd met zilver gecertificeerd door de BPI.
Begin 1982 bracht Carrere Records, het eerste platenlabel van het duo, Dollars eerste album Shooting Stars opnieuw uit als The Very Best of Dollar. Het bevatte het extra nummer I Wanna Hold Your Hand, dat in 1979 de laatste top 20-hit van het duo was met het label. Om samen te vallen met het uitbrengen van The Very Best Of, werd het nummer Ring Ring als single uitgebracht in maart 1982, slechts een week voor het uitbrengen van Give Me Back My Heart. Ring Ring bereikte nummer 61 in het Verenigd Koninkrijk.

### Splitsing en reformatie
Tijdens een promotiereis naar Japan in februari 1983 waren de relaties tussen het duo steeds stormachtiger geworden en verliet Van Day de band. Hun nieuwste single Two Hearts werd niet uitgebracht in het Verenigd Koninkrijk en Dollar werd ontbonden.
Van Day had ambities om soloartiest te worden nadat hij en Bazar uit elkaar gingen. Hij bracht de single Young Americans Talking uit, die werd geschreven en geproduceerd door de mensen achter Bucks Fizz. Ondertussen nam Bazar het album The Big Kiss op met producent Arif Mardin en een themalied voor de Amerikaanse film Gotcha! met componist Bill Conti. Dit werd als single uitgebracht.
Geen van beide leden van het duo genoot hetzelfde soort succes als soloartiesten als Dollar en in 1986 hadden ze de singles We Walked in Love en Haven't We Said Goodbye Before uitgebracht. Geen van beide had veel succes en al snel was de groep op zoek naar een ander platencontract. Eind 1987 coverde de groep het Hi-NRG-achtige Erasure-nummer O L'amour. In het begin van 1988 werd het nummer een van hun grootste hits en piekte op nummer 7. De groep stootte toen op een struikelblok bij het beslissen over een vervolg en het slechte gevoel tussen het paar nam weer toe. Zes maanden later brachten ze eindelijk de single It's Nature's Way uit, geproduceerd door Phil Harding en Ian Curnow voor PWL. Harding beschreef de opnamesessies als gespannen, waarbij de band een intense druk voelde om een hit te maken. De single zou hun laatste publicatie zijn omdat het flopte, en het werk aan een mogelijk album had lang op zich laten wachten. Eind 1988 ging Dollar weer uit elkaar.
Van Day probeerde opnieuw een solocarrière te starten, maar tevergeefs. Bazar besloot te stoppen met de muziekindustrie en verhuisde naar Australië, waar ze zich concentreerde op het grootbrengen van haar gezin. In de jaren 1990 werkte Van Day samen met een opeenvolging van zangeressen voor een tourneeversie van Dollar. In de tweede helft van het decennium trad hij toe tot een rivaliserende variant van de groep Bucks Fizz met oorspronkelijk lid Mike Nolan. Twee versies van Bucks Fizz toerden door het Verenigd Koninkrijk en een ander origineel lid van Bucks Fizz, Bobby G, diende een zaak aan bij het Hooggerechtshof tegen Van Day. In 2001 weigerde een rechter een gerechtelijk bevel uit te vaardigen tegen Van Day, aangezien hij destijds vijf jaar in Bucks Fizz opereerde.

### De jaren 2000
In het begin van de jaren 2000 haalde Van Day Bazar over om zich weer bij hem te voegen in Dollar voor een reünietournee. In 2002 namen ze deel aan de Here And Now-tournee, een reeks concerten ter grootte van een arena met andere zangers en bands uit de jaren 1980. Ze volgden dit op door in 2003 in de reality-tv-show Reborn in de Verenigde Staten te verschijnen. Deze show omvatte een aantal voorheen succesvolle hitparadeacts die samen door Amerika toerden, waarbij het publiek elke week een andere act uitstemde. Ze werden al snel het middelpunt van de belangstelling toen ze betrokken waren bij een ruzie met popster Sonia, die op televisie werd uitgezonden en in de kranten werd gerapporteerd. Dollar was de eerste act die werd weggestemd en ze keerden terug naar het Verenigd Koninkrijk. Dollar maakte nog een liveoptreden in 2004, in een show ter ere van de carrière van Trevor Horn. Het vond plaats in de Wembley Arena en Dollar verscheen naast ABC en Pet Shop Boys en andere acts die door de jaren heen met Horn hadden samengewerkt.
In juli 2008 werd Dollar opnieuw geformeerd om deel te nemen aan het Britse reality-tv-programma Pop Goes the Band, waarin een aantal voormalige popsterren werden verbouwd en opnieuw gestyled om te proberen hun oude glorie te heroveren. Het programma werd uitgezonden op Living TV op 23 februari 2009. In december 2008 werd Van Day vierde in I'm a Celebrity...Get Me Out of Here! bij ITV1. Tijdens de show schreef Van Day samen met televisiepresentator en presentator Timmy Mallett uit de jaren 1980 het nummer Biff Baff Boff, dat werd uitgebracht als een download-only single in december 2008, maar slaagde er niet in om zich te plaatsen in de hitlijst.
Op 15 februari 2010 heeft Cherry Red Records voor het eerst geremasterde en uitgebreide edities van The Dollar Album en The Paris Collection op cd uitgebracht.
In 2019 bracht Cherry Pop hun catalogus opnieuw uit in een boxset van 6 cd's/1 dvd. De doos bevat uitgebreide versies van alle drie hun originele studioalbums met zeldzame en nieuwe op cd opgenomen bonusnummers, waaronder demo's, enkele A- en B-kanten, achtergrondnummers, scenes en 12-inch mixen. Op een dvd (in regio 2 PAL) staan achttien promovideo's en televisieoptredens.

## Discografie

### Singles
- 1978: Shooting Star
- 1979: Who Were You with in the Moonlight
- 1979: Love's Gotta Hold on Me
- 1979: I Wanna Hold Your Hand (origineel: The Beatles, 1963)
- 1979: Ring, Ring
- 1980: Love Street / I Need Your Love
- 1980: The Girls Are Out to Get Ya
- 1980: Taking a Chance on You
- 1981: You Take My Breath Away
- 1981: Hand Held in Black and White
- 1981: Mirror Mirror (Mon amour)
- 1982: Ring Ring (Reissue)
- 1982: Give Me Back My Heart
- 1982: Videotheque
- 1982: Give Me Some Kinda Magic
- 1982: Two Hearts
- 1986: We Walked in Love
- 1986: Haven't We Said Goodbye Before
- 1987: Oh L'amour (origineel: Erasure, 1986)
- 1988: It's Nature's Way (No Problem)

### Albums
- 1979: Shooting Stars
- 1980: The Paris Collection
- 1982: The Dollar Album

### Compilaties
- 1980: The Paris Collection
- 1982: The Very Best of Dollar
- 1982: 6 Song Album
- 1982: The Brightest Dollar
- 1992: The Collection
- 1995: Shooting Stars
- 1997: The Best of Dollar: New Recordings of Their Greatest Hits … and More …
- 1997: Love Tonig
- 1998: Greatest Hits
- 1998: The Best of Dollar
- 2001: Dollar
- 2002: Shooting Stars: The Dollar Collection
- 2006: The Platinum Collection